# Сел сир Морен
Сел сир Морен (фр. Celle-sur-Morin) је насељено место у Француској у региону Париски регион, у департману Сена и Марна.
По подацима из 2011. године у општини је живело 1269 становника, а густина насељености је износила 167,86 становника/km².

## Демографија
| 1962. | 1968. | 1975. | 1982. | 1990. | 2011. |
| ----- | ----- | ----- | ----- | ----- | ----- |
| 539   | 513   | 568   | 742   | 951   | 1.269 |